# アラグアイア川

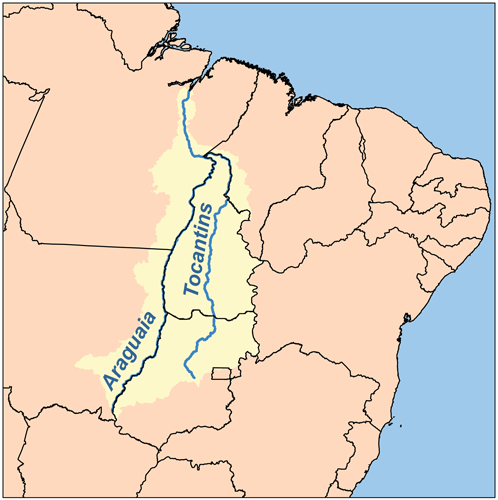
アラグアイア川（左）とトカンチンス川の流路図

アラグアイア川（アラグアイアがわ、ポルトガル語: Rio Araguaia、[ˈʁi.u ɐɾɐˈɡwaj.jɐ]）は、ブラジルの主要な川。トカンチンス川最大の支流である。全長は2627km。「アラグアイア」とはトゥピ語で「（赤い）コンゴウインコの川」を意味する。

## 地理
支流が無数に存在するため、水源を特定するのは容易ではない。主な支流はマットグロッソ州のアララス山地や、ゴイアス州のディビゾンイス山地に源を発する（両州の境にあるカイアポ山地を水源とする文献もある）。サンジョアンの町の近くでトカンチンス川に合流するまで、北東に流れる。
アラグアイア川はブラジルのゴイアス州、マットグロッソ州、トカンチンス州、パラ州の州境となっている。中流で二つの流れに分かれ（西側はアラグアイア川のままで、東側はジャバエス川と名称を改める）、その後再び合流し、世界最大の中洲であるバナナル島をなしている。ジャバエス川がアラグアイア本流に復帰する河口は、広大な三角州となっており、10万ヘクタールのイガポ（水没林）の森やブラックウォーターの水路、カンタンと呼ばれる三日月湖が広がっている。東アマゾンで最も豊かな生態系を持つ地域のひとつで、700種以上の鳥や300種近い魚（ヨーロッパ全域に棲息する数よりも多い）、さらにオオカワウソやクロカイマン、世界最大の淡水魚であるピラルクーといった絶滅危惧種も、この比較的小さなエリアに多く棲息している。
ほとんどの区間は年中航行できるが、カンタン下流の湿地帯は流れが急である。
アラグアイア川とトカンチンス川を合わせた流域（アラグアイア・トカンチンス川流域）の面積は、ブラジルの国土面積のおよそ9.5%を占める。アマゾン盆地のなくてはならない一角であるが、アラグアイア川はアマゾン川の支流ではない。
最も主要な支流はサン・ジェロニモ山地を源流とし、マットグロッソ州クイアバを流れるモルテス川で、このほか西はボニート川、ガルカス川、クリスタリーノ川、タピラペ川、東ではピトンバス川、クラーロ川、ベルメーリョ川、トゥクパ川、チャバンテ川などがある。
上流から順にバーラ・ド・ガルサス (Barra do Garças) 、アラガルサス (Aragarças) 、アルアーニャ (Aruanã) 、ルイス・アルベス (Luiz Alves) 、サン・フェリクス・ド・アラグアイア (São Félix do Araguaia) 、サンタ・テレジーニャ (Santa Terezinha) 、アラグアセマ (Araguacema) 、コンセイサン・ド・アラグアイア (Conceição do Araguaia) 、シャンビオア (Xambioá) 、サン・ジェラルド・ド・アラグアイア (São Geraldo do Araguaia) 、サン・ジョアン・ド・アラグアイア (São João do Araguaia) などの町々を流れる。

## 歴史
1897年にアンリ・クドローが一部を探検した。1972年から1974年には、左翼ゲリラと当時の軍事政権側勢力との抗争の舞台となった。

## 観光
川の一部の区間は、エマス国立公園やアラグアイア国立公園などとして、国立公園や保護区に指定されている。5月から10月にかけては、河岸に輝く砂が現れて「ビーチ」となる。